# Starszy szeregowy
Starszy szeregowy (do 1977 r. starszy szeregowiec) – do 2022 najwyższy stopień w korpusie szeregowych w Wojsku Polskim. Niższym stopniem jest szeregowy, a wyższym starszy szeregowy specjalista. Żeby go posiadać, trzeba m.in. posiadać przygotowanie zawodowe, np. zasadniczą szkołę zawodową, odbytą zasadniczą służbę wojskową w pełnym wymiarze (są wyjątki zwalniające z tego obowiązku), przejść testy sprawnościowe i psychologiczne, być osobą niekaraną.
Równorzędnym stopniem jest stopień starszego marynarza w Marynarce Wojennej. Odpowiednikiem starszego szeregowego w artylerii był do 5 lipca 1994 bombardier.
Stopień starszego szeregowego zamiast starszego szeregowca został wprowadzony rozkazem nr 18/MON Ministra Obrony Narodowej z 8 grudnia 1976 wprowadzającym z dniem 15 października 1977 do użytku w Siłach Zbrojnych PRL Regulamin służby wewnętrznej Sił Zbrojnych PRL, sygn. Szt.Gen. 791/76. W regulaminie tym w wykazach stopni wojskowych podano nazwę najniższego stopnia wojskowego – szeregowy. Zmiana ta została uwzględniona również w ustawie o powszechnym obowiązku obrony Polskiej Rzeczypospolitej Ludowej przy najbliższej nowelizacji 28 czerwca 1979.

## Odpowiedniki
W Wojsku Polskim II RP, a także w Polskich Siłach Zbrojnych na Zachodzie odpowiednikami starszego szeregowca były stopnie:
- starszego strzelca w formacjach strzelców podhalańskich i strzelców konnych[8], a od 1932 także w formacjach piechoty i broni pancernych[9];
- starszego ułana w formacjach ułanów[10]
- starszego szwoleżera w formacjach szwoleżerów, stosowany od momentu ich utworzenia w 1919[10];
- bombardiera w artylerii, od 1933 – także w służbie uzbrojenia[11];
- starszego sapera w wojskach saperskich, stosowany od momentu utworzenia formacji saperskich w 1919[10];
- starszego legionisty w pułkach piechoty Legionów – od 1933[12].

## Oznaczenia
Oznaczeniem stopnia w Wojsku Polskim jest jedna pozioma belka.
W myśl Przepisu Ubioru Polowego Wojsk Polskich r. 1919 starszy szeregowiec posiadał na naramiennikach kurtki i płaszcza z tasiemki wełnianej karmazynowej szerokości 0,5 cm naszyty w poprzek naramiennika przeciętnie w połowie jego długości jeden pasek.
Przepisy ubiorcze żołnierzy Sił Zbrojnych w czasie pokoju z 1952 roku na naramiennikach kurtki, bluzy i płaszcza nakazywały starszemu szeregowcowi nosić jeden pasek naszyty w odległości 20 mm od miejsca wszycia rękawa, z taśmy koloru matowosrebrnego szerokości 9 mm, z biegnącymi po obu stronach żyłkami koloru czerwonego w wojskach lądowych, a w wojskach lotniczych koloru chabrowego o szerokości 1 mm.
Zgodnie z przepisami ubiorczymi żołnierzy Wojska Polskiego z 1972 roku starszy szeregowiec nosił na przodzie otoku czapki garnizonowej wykonany z taśmy dystynkcyjnej jeden pasek długości 3 cm i szerokości 5 mm, na naramiennikach kurtek jeden pasek szerokości 8 mm, podwinięty obydwoma końcami pod naramiennik (po 1 cm), naszyty w odległości 2 cm od miejsca wszycia rękawa.